# L'Exégèse de Philip K. Dick
L'Exégèse de Philip K. Dick (titre original : The Exegesis of Philip K. Dick) représente un choix partiel, mais déjà conséquent, de bonnes pages déjà publiées et tirées d'un journal tenu de 1974 à 1982 par l'auteur américain de science-fiction Philip K. Dick, explorant, décrivant et analysant ses expériences religieuses et visionnaires, et formulant toute une gamme d'hypothèse de nature théologique sur leur origine et leur sens. Ses connaissances d'autodidacte sur des sujets tels que la philosophie et la théologie lui ont permis de mener un travail considérable d'introspection sur ces expériences.

## Caractéristiques
Dick commence à tenir ce journal philosophique après ce qu’il considère comme une expérience mystique vécue en février et mars 1974 (à laquelle l’auteur se réfère par les chiffres “2-3-74”), consécutive à une anesthésie locale pour une extraction dentaire. Une envoyée de sa pharmacie lui apporte à domicile des médicaments anti-douleur (Darvon). Dick remarque alors le collier de la pharmacienne, en forme d’ichtus (poisson) d’or et lui demande à quoi il fait référence. Elle lui répond que c’est un symbole utilisé par les premiers chrétiens. C’est à partir de cette information, qui est pour lui comme une révélation, que Philip K. Dick fait diverses expériences religieuses. Exemple :

« À cet instant, tandis que je fixais ce poisson scintillant et que j’écoutais ses paroles, j’ai tout à coup expérimenté ce que j’ai plus tard appris que l’on appelle “anamnèse” – un mot grec signifiant, littéralement, “perte de l’amnésie”. Je me suis souvenu de qui j’étais et où j’étais. En un clin d’œil, tout m’est revenu. Et ce n’était pas qu’un souvenir, je voyais tout. La fille était une chrétienne secrète, et moi aussi. Nous vivions dans la peur d’être découverts par les Romains. Nous devions communiquer par signes cryptés. Elle venait de me raconter tout cela, et c’était vrai.
Pendant un court instant, aussi difficile à croire ou à expliquer que cela puisse être, j’ai vu apparaître les contours ténébreux et carcéraux de la Rome haineuse. Mais, plus important encore, je me suis souvenu de Jésus, qui avait été récemment avec nous, et qui était parti temporairement mais reviendrait très bientôt. Je fus empli de joie. Nous nous préparions secrètement à accueillir Son retour. Ça ne serait pas long. Et les Romains n’en savaient rien. Ils pensaient qu’Il était mort, à jamais mort. C’était notre grand secret, notre gai savoir. En dépit de toutes les apparences, le Christ allait revenir, et notre joie et notre impatience étaient sans limites. »

— (“Comment construire un univers qui ne s’effondre pas deux jours plus tard”; in Si ce monde vous  déplaît…)
Dans les semaines qui suivront, Dick vivra des expériences encore plus fortes ; il aura notamment des hallucinations de toiles de peinture abstraites, et subira ce qu’il considère comme “un transfert d'information” après avoir été frappé à la tête par un rayon de lumière rose. Dans son Exégèse, il émet diverses hypothèses complexes, nourries de ses lectures encyclopédiques. L’Être ou le Principe supposé être à l’origine de ces expériences y portera différents noms : Zebra, Dieu, SIVA (en v.o. VALIS) etc. De 1974 jusqu’à sa mort, survenue en 1982, Dick aura rédigé quelque 9000 feuillets de l’Exégèse à la main, jusque tard dans la nuit, rédigeant parfois près de 150 feuillets par séance.
Parallèlement à l’Exégèse, Dick met en scène ses visions et hypothèses dans ses romans SIVA, Radio libre Albemuth, L'Invasion divine et La Transmigration de Timothy Archer (éditions Denoël), qui forment ce qu'on appelle parfois abusivement “La Trilogie divine” ; on en trouve également des traces dans Substance Mort (éditions Denoël), dans ses toutes dernières nouvelles (édition intégrale aux éditions Denoël), dans le synopsis du roman qu'il n'aura pas eu le temps d'écrire, The Owl in Daylight (traduction française sous le titre Le Hibou ébloui in Nouvelles, T. 2), dans quelques-uns de ses essais et dans son abondante correspondance personnelle, dont il existe quatre volumes édités aux États-Unis (éd. Underwood-Miller (en)).
In pursuit of VALIS: Selections from The Exegesis a été publié en 1991 par Underwood-Miller. Il s’agit d'extraits de l’Exégèse sélectionnés et présentés par Lawrence Sutin, auteur de la biographie de P. K. Dick intitulée Divine Invasions. L. Sutin a également réuni en volume The Realities of Philip K. Dick - Selected Literary and Philosophical Writings.
L’Exégèse de Philip K. Dick a été publié en anglais le 8 novembre 2011 par Houghton Mifflin Harcourt, dans une édition dirigée par Jonathan Lethem et Pamela Jackson, sous la supervision des ayants droit de l’écrivain et avec la collaboration d’une dizaine de commentateurs américains, pour la plupart universitaires.
La traduction française par Hélène Collon pour la collection Nouveaux Millénaires des éditions J’ai lu se fait en deux volumes, le 5 octobre 2016 puis le 4 octobre 2017. Plusieurs passages de l’Exégèse, alors inédits en français, ont également été traduits et commentés dans l’essai TRAUM : Philip K. Dick, le martyr onirique d’Aurélien Lemant, éditions Le Feu sacré, 2012. L’auteur y met notamment en relation les hallucinations rapportées par Dick avec la théorie de la bicaméralité de Julian Jaynes.